# Giuseppe Grezar
Giuseppe Grezar est un footballeur international italien né le 25 novembre 1918 à Trieste et mort le 4 mai 1949 à Superga. Il évoluait au poste de milieu de terrain.

## Biographie

### En club
Giuseppe Grezar commence sa carrière sous les couleurs de l'US Triestina et découvre la première division lors de la saison 1937-1938,.
En 1942, il rejoint l'AC Torino. Il est sacré champion d'Italie lors de la saison 1942-43 et réalisé le doublé en remportant la Coupe d'Italie 1942-43,.
En 1943, il est joueur au sein de l'Ampelea Isola d'Istria,.
Il revient au Torino en 1945 :  faisant partie de la grande équipe du club surnommé alors le Grande Torino, il remporte quatre titres de Champion d'Italie consécutivement,.
Il meurt lors de la catastrophe aérienne le 4 mai 1949.
Au total, Grezar dispute 89 rencontres et inscrit 12 buts en première division italienne.
Le stade Stade Giuseppe-Grezar est nommé en son honneur.

### En équipe nationale
International italien, il reçoit 8 sélections pour un but marqué en équipe d'Italie,.
Grezar dispute son premier match le 5 avril 1942 contre la Croatie en amical. Il inscrit un but lors de la victoire 4-0 de son équipe à Gênes.
Il joue son dernier match en sélection le 16 mai 1948 contre l'Angleterre toujours en amical (défaite 0-4 à Turin).

## Palmarès
AC Torino
- Championnat d'Italie (5) :
  - Champion : 1942-43, 1945-46, 1946-47, 1947-48 et 1948-49.

- Coupe d'Italie (1) :
  - Vainqueur : 1942-43.